# Eupithecia dolorosata
Eupithecia dolorosata là một loài bướm đêm trong họ Geometridae.